# Pseudagapostemon larocai
Pseudagapostemon larocai är en biart som beskrevs av Cure 1989. Pseudagapostemon larocai ingår i släktet Pseudagapostemon och familjen vägbin. Inga underarter finns listade i Catalogue of Life.